# 玉素卜
玉素卜（？—1767年1月），一譯玉素布、玉素富，新疆哈密（今哈密市）回人（維吾爾族先民），清代第四代哈密札薩克（旗長），封郡王品級扎薩克多羅貝勒。

## 生平
玉素卜為哈密達爾漢伯克額貝都拉曾孫。乾隆五年（1740年），其父札薩克固山貝子額敏卒，玉素卜以長子承襲爵位，降襲札薩克鎮國公。乾隆十年（1745年），晉封固山貝子。乾隆二十一年（1756年），吐魯番頭目莽噶里克叛亂，玉素卜派兵三百赴吐魯番，協助輔國公額敏和卓平叛。
乾隆二十三年（1758年）春，朝廷發兵征討和卓霍集占，玉素卜奏請帶兵助剿。詔授玉素卜領隊大臣，由靖逆將軍雅爾哈善節制。八月，清軍攻克庫車，留玉素卜帶兵駐守。不久霍集斯一族歸降，玉素卜移駐阿克蘇、烏什防守。駐守烏什期間，玉素卜遣散布魯特部落遊民以防生變，得到皇帝嘉獎，賜給貝勒品級。乾隆二十四年（1759年）九月庚申，晉封多羅貝勒。十月，清軍平定大小和卓之亂，乾隆皇帝諭曰：“玉素卜雖不與將軍大臣等同在軍壘，但駐劄烏什辦理諸事亦極奮勉，著加恩賞給郡王品級。”年末，玉素卜遵旨與霍集斯率領回部伯克四十四人赴京師朝覲。
乾隆二十五年（1760年）二月，玉素卜等人抵京，在圓明園正大光明殿覲見乾隆皇帝。皇帝賜宴於中南海豐澤園。朝廷以烏什為回部要地，授玉素卜弟阿卜都拉為烏什阿奇木伯克，令玉素卜回鄉休息一年。乾隆二十六年，玉素卜受命帶領回部伯克年班入京，授參讚大臣，留長子伊勒巴喇伊木照看遊牧。乾隆二十八年（1763年），玉素卜赴葉爾羌代額敏和卓辦事，又暫理阿克蘇事務。三十年，玉素卜之弟阿卜都拉因殘虐烏什民衆，導致回人叛亂。玉素卜上疏請罪。三十一年（1766年），玉素卜從葉爾羌回到哈密，遣次子伊薩克帶領哈密民人五百戶赴伊犁屯田。年末，玉素卜攜長子伊勒巴喇伊木入京朝覲，二人在途中染病，於乾隆三十一年十二月（西曆1767年1月）病逝於山西靈石。朝廷賞銀五百兩治喪。乾隆三十二年（1767年），伊薩克承襲郡王品級貝勒爵位。玉素卜葬在今哈密市西南1公里處的哈密回王墓。

## 家族
家族世系
- 曾祖：哈密扎薩克達爾漢伯克額貝都拉
- 祖父：郭帕伯克
- 父：額敏（固山貝子）
- 弟：阿卜都拉，烏什阿奇木伯克，因虐民導致烏什回亂，被殺。
- 子：
  - 長子：伊勒巴喇伊木
  - 次子：伊薩克，襲爵。